# Tanya Naude-Hildebrand
Tanya Naude-Hildebrand, née en 1977, est une nageuse sud-africaine.

## Carrière
Donna Leslie remporte la médaille d'or du 100 mètres brasse aux Championnats d'Afrique de natation 1998 à Nairobi. 